# Старомусятово
Старомусятово (баш. Иҫке Мөсәт) — деревня в Бурзянском районе Республики Башкортостан Российской Федерации. Входит в состав Старосубхангуловского сельсовета.

## География

### Географическое положение
Расстояние до:
- районного центра (Старосубхангулово): 8 км,
- ближайшей железнодорожной станции (Белорецк): 138 км.

## Население
| 2002 | 2009 | 2010 |
| ---- | ---- | ---- |
| 262  | ↗325 | ↘268 |

Согласно переписи 2002 года, преобладающая национальность — башкиры (99 %).

## Религия
В деревне есть мечеть.